# Baza lotnicza Newatim
Baza Lotnicza Newatim – największa wojskowa baza Sił Powietrznych Izraela położona przy moszawie Newatim, w południowej części Izraela.

## Historia
W 1947 członkowie żydowskiej organizacji paramilitarnej Hagana wybudowali tutaj prowizoryczny pas lotniczy, nazwany Malhata.
Po wycofaniu się izraelskich wojsk z Półwyspu Synaj rząd Stanów Zjednoczonych udzielił pomocy finansowej i technicznej przy budowie nowych baz izraelskich sił powietrznych. Budowa bazy lotniczej Newatim kosztowała prawie 3 mld $ i została ukończona w październiku 1983 roku.
W lipcu 1998 pojawiły się informacje, że w Newatim regularnie pojawiają się tureckie samoloty wojskowe. W ramach zawartego porozumienia pomiędzy Izraelem i Turcją, izraelskie samoloty mogły w ramach rewanżu prowadzić ćwiczenia nad rozległym terytorium Turcji.
25 sierpnia 2008 wszystkie samoloty transportowe, latające cysterny oraz samoloty zwiadu elektronicznego zostały przeniesione z bazy lotniczej Lod do Newatim. Koszt przystosowania bazy do obsługi nowych eskadr kosztował 1,6 mld NIS.

## Obecna eksploatacja
Przy bazie jest zlokalizowane podziemne stanowisko dowodzenia Sił Powietrznych Izraela. Dodatkowo na terenie bazy znajdują się siedziby wojskowego wywiadu Aman i C4I (wywiad i kontrola przekazów komputerowych itp.).

## Eskadry
W bazie stacjonuje kilka eskadr:
- 103 Eskadra („Słonie”) – samoloty transportowe C-130E Hercules,
- 116 Eskadra („Latające Skrzydło”) – samoloty wielozadaniowe F-16A/B,
- 120 Eskadra („Międzynarodowa”) – samoloty Boeing 707 w różnych wariantach i samoloty dyspozycyjne Westwind,
- 122 Eskadra („Dakota”) – samoloty zwiadu elektronicznego Gulfstream G550,
- 140 Eskadra („Złoty Orzeł”) – samoloty wielozadaniowe F-16A/B,
- 131 Eskadra („Żółty Ptak”) – samoloty transportowe C-130E Hercules i cysterny powietrzne KC-130H Hercules.